# Helga Maria Runde

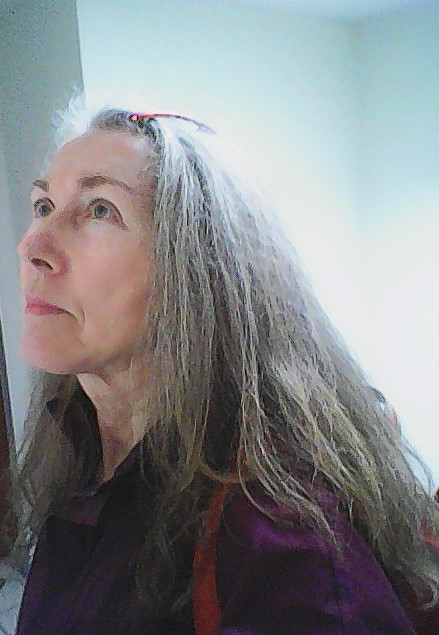
Helga Runde 2022

Helga Maria Runde (* 28. April 1955 in Haren (Ems)) ist eine bildende Künstlerin aus Deutschland. Sie lebt seit 2015 in Basel-Riehen.

## Leben
Aufgewachsen ist Helga Runde in Emmeln bei Haren als Tochter von Hermann Runde. Die Vorfahren Runde kamen aus dem
östlichen Friesland über den Hümmling im 19. Jahrhundert als Moor-Kolonisten in den Raum Haren, wo sie später als Heuerleute, Fabrikarbeiter und selbständige Unternehmer lebten.
Die Familien Runde-Wermes lassen sich bis zu Karl dem Großen zurückverfolgen. Großvater Alexander Runde hatte bis 1967 nebenher einer kleine Selbstversorgungs-Landwirtschaft. Dessen Sohn Hermann baute sich nach dem 2. Weltkrieg ein kleines Transportunternehmen mit Werkstatt auf. Als Kind lebte Helga Runde somit zwischen Technik und einer stillen Freude an der Naturbeobachtung. Ein Bruder des Vaters hatte sich ein Kunstmaler-Atelier in einem ehemaligen Kuhstall im Haus des Großvaters Alexander eingerichtet, und dort war Helga Runde oft anzutreffen. Einem Mädchen wurde jedoch in den 1950er Jahren auf dem Lande wenig Beachtung geschenkt, und als erstgeborenes Kind der nächsten Familiengeneration war es unwichtig. Folglich sprach Helga Runde wenig, eignete sich schon vor dem Schulalter selbständig das Lesen an und zeichnete.
Einer Ausbildung im Maschinenbau folgte eine langjährige Beschäftigung mit technisch-mathematischen Konstruktionen in Haren und Berlin.
Längere Reisen 1984 und 1985 in Nordafrika wurden zum eindrücklichen Erleben eines anderen geographischen und geschichtlichen Weltbildes, als des sogenannten westlichen. Der mehrmonatige private Sprach-Aufenthalt 1986/87 auf Sizilien, in einer dort einheimischen Familie, hinterließ viele politische Fragen.
Ein intensives Nachdenken über das Verhältnis von Technik, Natur und Gesellschaft führte Helga Runde ab 1988 zu einem fünfjährigen Master-Studium der Freien Bildenden Künste an der KhK Universität Kassel bei Peter Paulus und Dorothee von Windheim, gleichzeitig ergänzt durch viele Jahre als Hirtin zurückgezogen in den kargen Bündner Hochalpen der Schweiz. Ihr Wohnatelier hatte Runde zu der Zeit in einer großen WG in Rosenthal (Hessen) (Gut Eichhof) nahe Kassel, wo ein reger geistiger Austausch zwischen den Bewohnern stattfand, zu denen auch die Philosophin Sybille Krämer, der Soziologe Werner Rammert und verschiedene Medizin-, Psychologie- und Wirtschaftsstudenten gehörten.
Das Leben von Helga Runde bewegte sich in Brotarbeit und Kunst zwischen Berlin, Schweizer Hochalpen und dem portugiesischen Tras-os-Montes, und spiegelt sich in ihrem Werk.

## Werk
Die Zeichnungen von Helga Runde entstehen auf kleinen Papierformaten, in allen Qualitäten von Bütten bis Altpapier, die jedoch ein „menschliches Maß“ nicht überschreiten und mit ihrer eigenen Kraft transportiert werden können. Es bilden sich auch thematische Gruppen die mit Objekten/Skulpturen in Installationen zusammengebracht werden. Es sind die Spuren und Abdrücke einer eigenen Weltsicht. In den Linien liegt die Dichte eines Lebens, ausgedrückt mit Bleistiften, Kohle, Farbstiften, Gouache. Oder eingeritzt und geätzt in Kupferplatten, als Grafiken, die auf einer kleinen Handpresse in das Papier gedrückt werden.

## Ausstellungen
1994 zeigte sich diese Haltung in dem individuellen Raum, den Helga Runde als Abschlussarbeit (Master Fine Arts) an der Hochschule Kassel einrichtete, mit einem umfangreichen Werk aus Zeichnungen, Druckgrafiken und gesprochenen Tagebuchtexten.
Es wurden die Erfahrungen als Alphirtin künstlerisch dargelegt.
1989-1996 zeigte Theodor Böll in seiner Galerie (einer ehemaligen Bäckerei) am Holtzendorffplatz, Berlin, ihre Werke und bot ihr Möglichkeiten für Installationen. Unter anderem für „Asche und Brot“, am Aschermittwoch 1996.
1992 wurde der ehemalige DEFA-Regisseur und Filmemacher Ulrich Staedtefeld auf sie aufmerksam. Er erstellte in der Schweiz ein Filmporträt von der Hirtin und Künstlerin und zeigte es in der Galerie Zunge, Prenzlauer Berg Berlin – zusammen mit „Bildern von der ungemütlichen Hochalm“.
Als Mitglied der GEDOK-Brandenburg konnte Helga Runde 1997 mit anderen Künstlern im Frauenmuseum (Bonn) zur KunstMesse XII ihre Zeichnungen auf Papier zeigen.
Am Philosophischen Institut der FU-Berlin wird 1998 in Verbindung mit einem Seminar von Sybille Krämer in der dortigen Aula eine umfangreiche Installation mit Zeichnungen und Papierfliegern aus Buchseiten eingerichtet, unter dem Titel „Schrift als Spur“.
Mit dem Kunstverein Haren organisierte Karla Schmidt 2003 im Rathaus Haren eine Retrospektive des Werkes von Helga Runde.
In Porto engagieren sich Maria C. Geraldes da Silva und Abilio Afonso Ferreira für internationale Künstler-Begegnungen und präsentierten 2006 in ihrer Galerie Zeichnungen und textile Werke von Helga Runde, die 2003 – 2006 ein Atelier in einem abgelegenen kleinen Dorf in Tras-os-Montes hatte.

## Einzelbelege
1. ↑  Ortsfamilienbuch Wesuwe: Johann Runde *1835
2. ↑  Genealogie-Seite Runde-Wermes
3. ↑  siehe Internetseite der Künstlerin
4. ↑  Peter Paulus Dozent für Gebundenes Zeichnen und Freie Grafik an der Kunsthochschule in Kassel
5. ↑  Dr. Nicholas Schaffner, Viertel ab sieben unter dem Sonnenschirm, 1998, im Magazin "Die Grüne", nicht mehr abrufbar
6. ↑  Eichhof im Historischen Ortslexikon / lagis-hessen.de
7. ↑  Ausstellungen der Künstlerin laut ihrer Internetseite
8. ↑  Ausstellung - Ergebnisse konsequenter Arbeit, Artikel in den Hessischen Nachrichten am 15. Juli 1994
9. ↑  Theodor Böll, Historiker / Tessenow-Gesellschaft
10. ↑  GEDOK-Brandenburg Internetseite
11. ↑  Internetseite des Fachbereichs Philosophie der Freien Universität Berlin
12. ↑  noz, Meppener Tagespost, 19. Februar 2003, "Keine endgültigen Antworten"
13. ↑  Galeria Geraldes da Silva

| Personendaten    | Personendaten                       |
| ---------------- | ----------------------------------- |
| NAME             | Runde, Helga Maria                  |
| KURZBESCHREIBUNG | bildende Künstlerin aus Deutschland |
| GEBURTSDATUM     | 28. April 1955                      |
| GEBURTSORT       | Haren (Ems)                         |